# Pitavia
Pitavia là một chi thực vật thuộc họ Rutaceae. Chi này có các loài sau (tuy nhiên danh sách này có thể chưa đủ):
- Pitavia punctata, (R. & P.) Mol.